# Clay County, West Virginia
Clay County är ett county i centrala delen av delstaten West Virginia, USA. Den administrativa huvudorten (county seat) är Clay. Countyt har fått sitt namn efter den kända amerikanska statsmannen Henry Clay.

## Geografi
Enligt United States Census Bureau har countyt en total area på 890 km². 886 km² av den arean är land och 4 km² är vatten.

### Angränsande countyn
- Calhoun County - nord
- Braxton County - nordost
- Nicholas County - sydost
- Kanawha County - väst
- Roane County - nordväst

### Städer och samhällen
- Clay